# 蘭布勒岩
蘭布勒岩（英語：Rumbler Rock）是南極洲的岩石，位於昂韋爾島西南岸，處於波拿巴角以西6公里，屬於帕默群島的一部分，由英國南極名稱諮詢委員會命名，現時由南極條約體系管理。